# Gethsémani

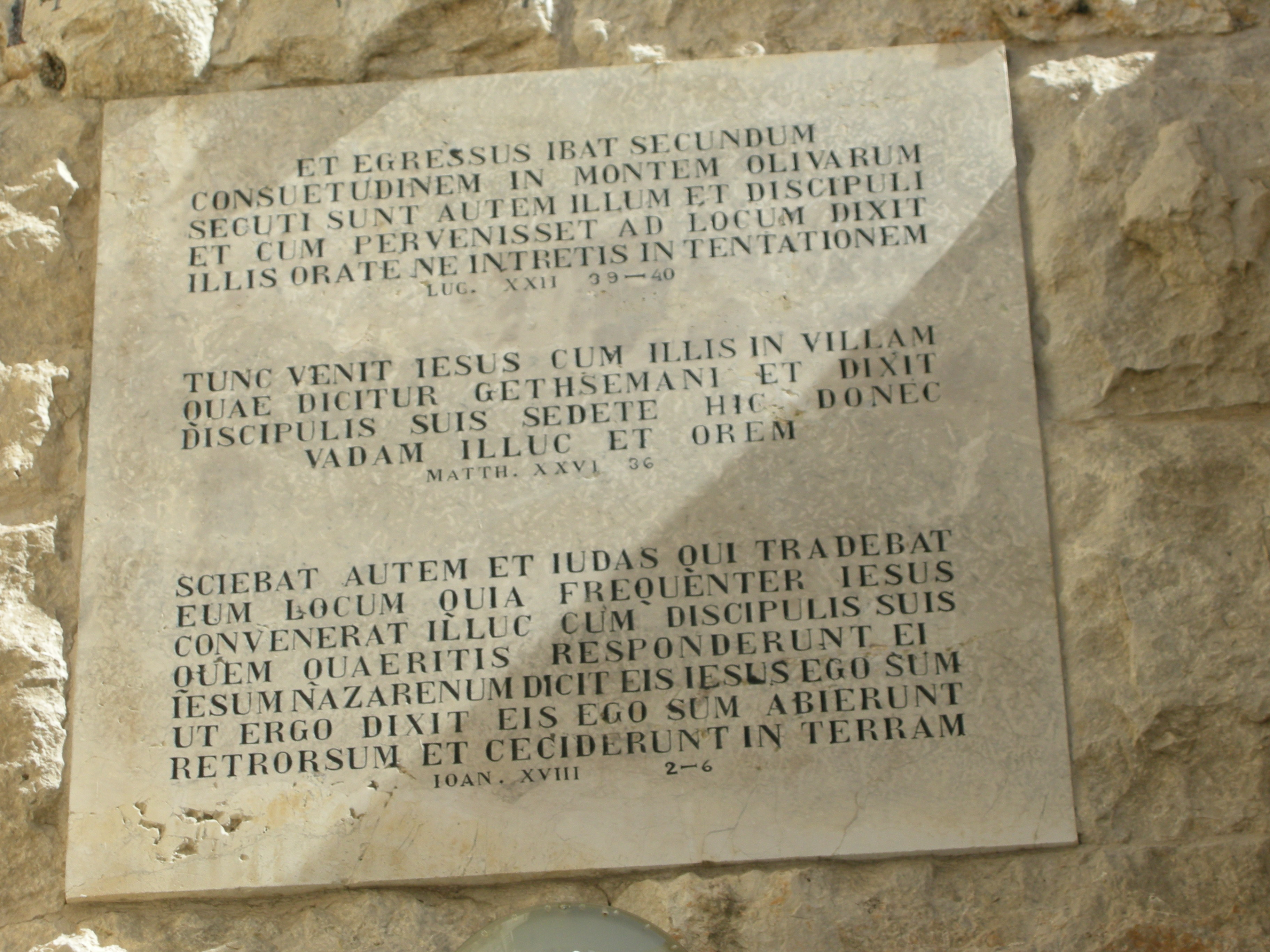
Plaque à Gethsémani.

Gethsémani est, selon les trois évangiles synoptiques (Marc, Matthieu, Luc), le lieu où Jésus a prié avant d'être arrêté (épisode de l'« Heure sainte »). Il s'agit selon eux d'un grand domaine qui, durant les fêtes juives, abritait ceux qui ne savaient pas où se loger. C'est à partir de certaines informations de l'évangile de Jean que la tradition a identifié ce lieu comme une oliveraie, le jardin des Oliviers.
En plus de la forme Gethsémani (en grec ancien Γεθσημανί), on trouve aussi la forme Gethsémané (en grec ancien : Γεθσημανῆ). Le grec ancien reprend simplement avec une légère déformation un nom local, qui apparait en hébreu (גת שמני) et en araméen (גת שמנא) : Gat Šmānê, « le pressoir à huile ».

## Gethsémani et l'évangile de Jean
L'évangile selon Jean ne mentionne pas la prière de Jésus avec ses disciples. Le quatrième évangéliste, qui écrit longtemps après les trois autres en sachant ce qu'ils ont déjà relaté, en vient directement à l'épisode de l'arrestation, dans un jardin dont le nom est mentionné seulement par la suite, après que Jésus, Pierre, Jacques et Jean lui-même, y sont allés « de l'autre côté du torrent du Cédron ». Partant des informations de l'évangile de Jean, la tradition a déduit qu'il s'agissait d'une oliveraie située au pied du mont des Oliviers à Jérusalem, qui sera identifiée au IVe siècle à l'initiative de sainte Hélène, mère de l'empereur Constantin et qui aujourd'hui porte encore ce nom.
Dans l'évangile selon Jean, Jésus et ses disciples franchissent donc le torrent du Cédron et gagnent ce jardin où sans doute il venait habituellement avec ses disciples. Judas Iscariote y conduit quelques heures plus tard les gardes du grand-prêtre Anne envoyés pour l'arrêter. Le rôle de Judas est de mener cette garde « munie d'épées et de bâtons », qui n'a pas besoin d'indicateur pour reconnaître Jésus, connu de tous, mais qui pouvait ignorer où il se trouve à ce moment-là.

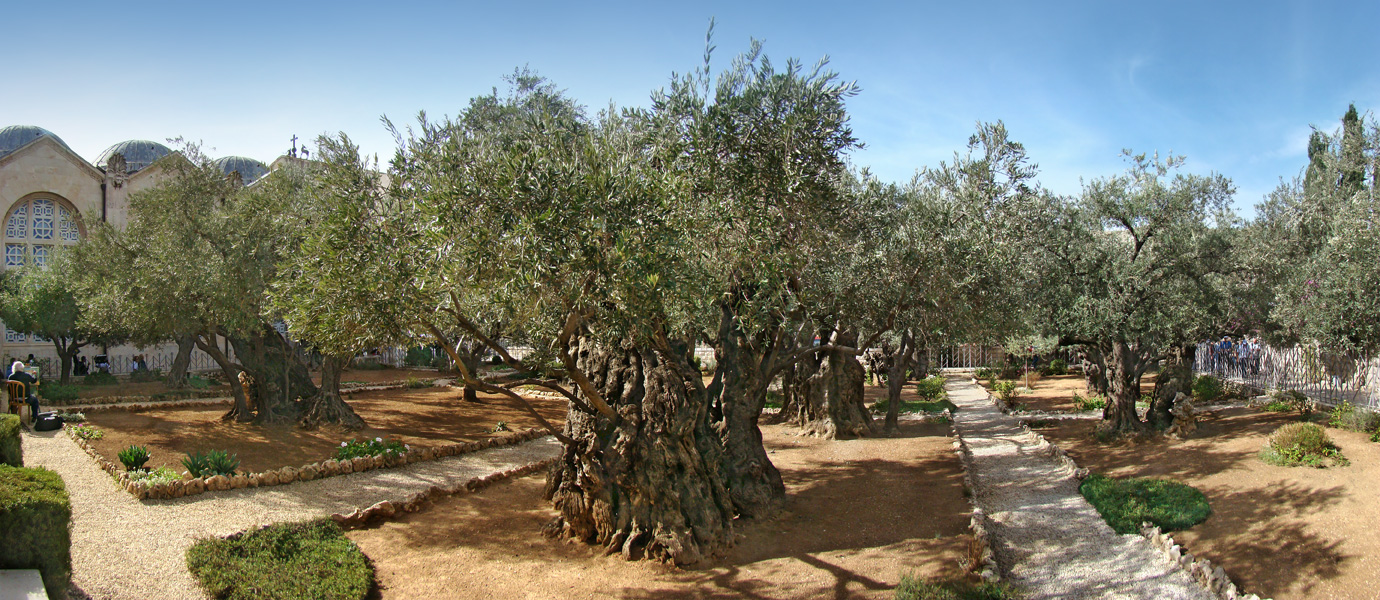
Le jardin de Gethsémani.

## Histoire
Une église est construite au IVe siècle au pied du mont des Oliviers, sur un rocher commémorant le lieu où Jésus a prié, une petra qui est mentionnée dès le début de ce siècle par l'Anonyme de Bordeaux, Eusèbe de Césarée et Cyrille de Jérusalem. L'endroit se trouve non loin de la grotte qui commémorait à cette époque le lieu de l'arrestation de Jésus, ceci d'après les témoignages de la pèlerine Égérie et de saint Jérôme datant de 380/390. 
Dans ce lieu de pèlerinage et de rassemblement, les fidèles faisaient œuvre de mémoire en écoutant les récits évangéliques relatifs à l’agonie de Jésus, surtout le Jeudi saint quand une procession suivait sur le lieu de l’arrestation. L'église disparut au VIIe siècle et ne fut reconstruite, à peu près sur le même plan, qu'au début du XXe siècle. Elle se nomme l'église de Toutes-les-Nations (surnommée la basilique de l'Agonie) et appartient à la Custodie franciscaine de Terre sainte.

## Les oliviers de Gethsémani
Plusieurs oliviers datent du milieu du XIIe siècle, époque où la deuxième basilique de l'Agonie est construite par les croisés qui réaménagent le jardin à cette occasion.
Les olives des arbres plus jeunes sont acheminées à l'abbaye de Latroun près de Jérusalem où l'huile est conditionnée et envoyée comme huile sainte aux sanctuaires dans le monde. Leurs noyaux servent à la confection de chapelets offerts à quelques pèlerins de marque.

## Représentations dans l'art (galerie)

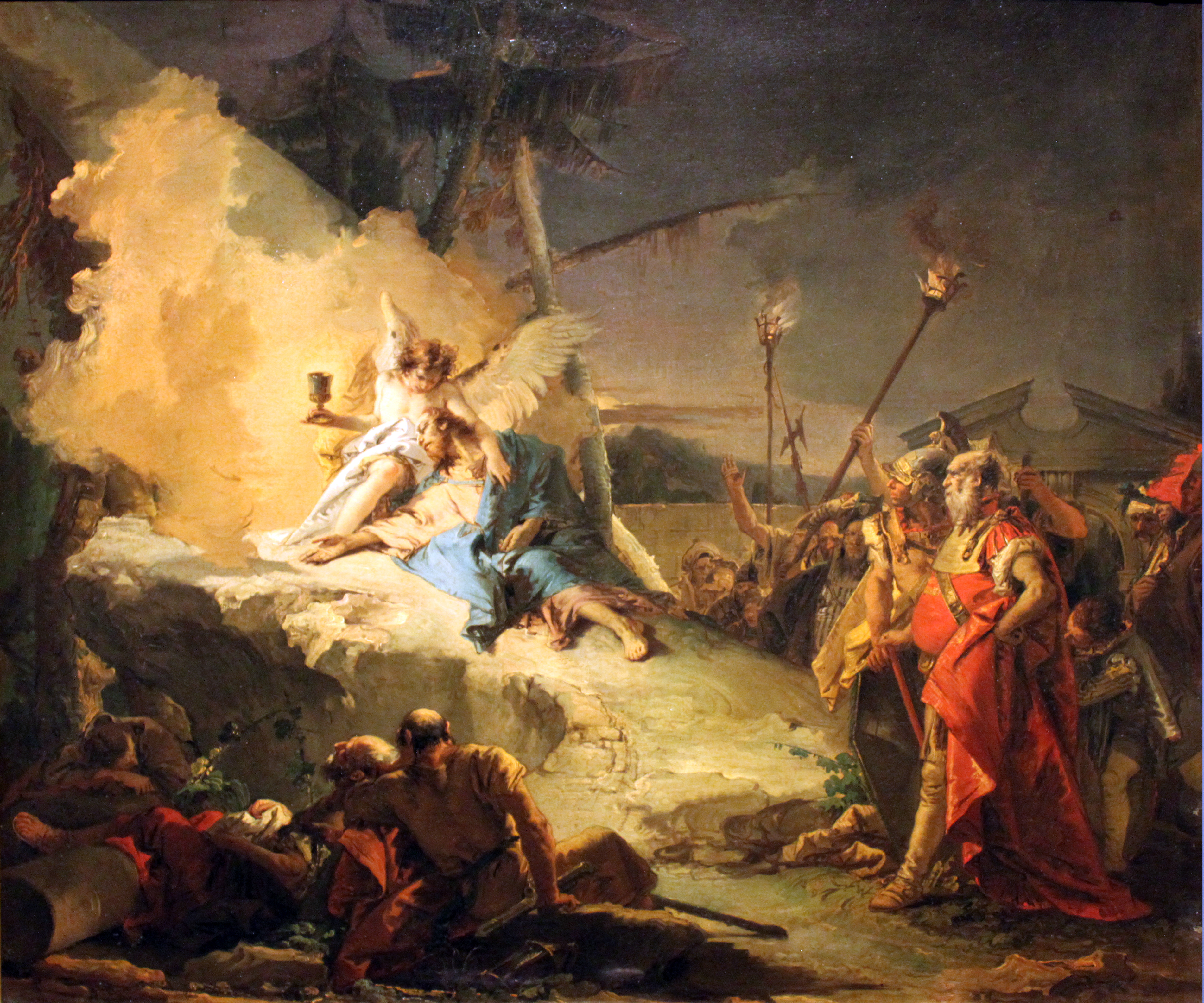
Le Christ à Gethsémani Giambattista Tiepolo, après 1753 Kunsthalle de Hambourg
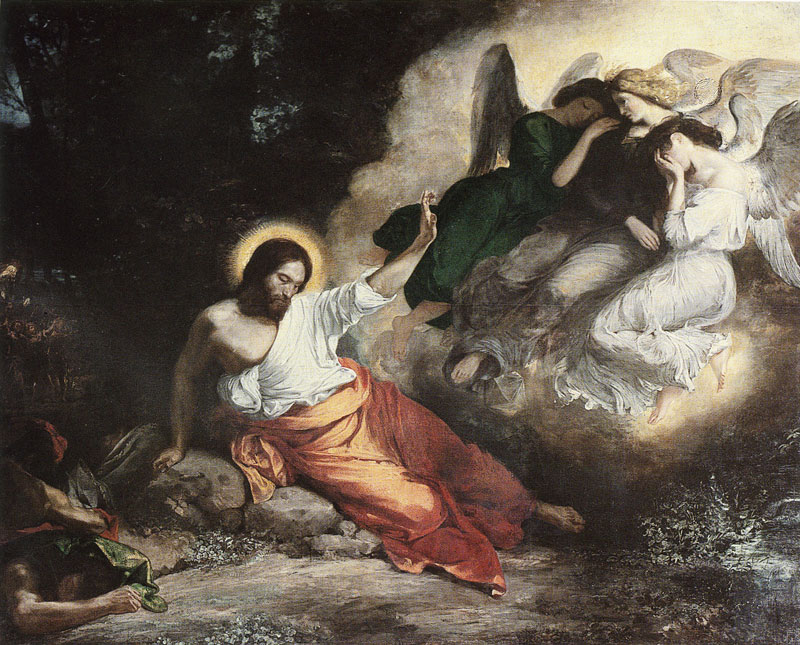
Le Christ au jardin de Gethsémani Eugène Delacroix, 1827 Église Saint-Paul Saint-Louis, Paris